# Hrycewicze (gmina)
Hrycewicze – dawna gmina wiejska istniejąca do 1939 roku w woj. nowogródzkim (obecnie na Białorusi). Siedzibą gminy były Hrycewicze (563 mieszk. w 1921 roku).
Początkowo gmina należała do powiatu słuckiego. 7 listopada 1920 r. została przyłączona do nowo utworzonego powiatu nieświeskiego pod Zarządem Terenów Przyfrontowych i Etapowych. 19 lutego 1921 r. wraz z całym powiatem weszła w skład nowo utworzonego województwa nowogródzkiego.
Po wojnie obszar gminy Hrycewicze wszedł w struktury administracyjne Związku Radzieckiego.